# Riciîțea, Zaricine
Riciîțea (în ucraineană Річиця) este localitatea de reședință a comunei Riciîțea din raionul Zaricine, regiunea Rivne, Ucraina.

## Demografie
Componența lingvistică a localității Riciîțea
     Ucraineană (99,41%)
     Alte limbi (0,45%)
Conform recensământului din 2001, majoritatea populației localității Riciîțea era vorbitoare de ucraineană (99,41%), existând în minoritate și vorbitori de alte limbi.